# Флібансерин
Флібансери́н (BIMT-17, Addyi) — експериментальний препарат, схвалений для лікування жінок у пременопаузі з гіпоактивним розладом статевого бажання (ГРСП, англ. HSDD).
Також може покращувати жіночий сексуальний потяг, збільшує кількість сексуальних подій, що задовольняють, і зменшує страждання, пов'язані з низьким сексуальним бажанням.
Найпоширенішими побічними ефектами є запаморочення, сонливість, нудота, труднощі із засипанням або збереженням сну та сухість у роті.

## Історія
Флібансерин був розроблений ще у 1990-х німецькою фармкомпанією «Boehringer Ingelheim» як потенційний антидепресант. Розробники відзначали, що новий препарат, на відміну від чоловічої Віагри, діє не відразу, а через 3—6 тижнів постійного вживання. Є у нього і побічні ефекти: запаморочення, нудота, сонливість і безсоння.
Під час досліджень було випадково виявлено його стимуляційну дію на жіноче лібідо. У серпні 2015 року FDA дозволило використовувати препарат для лікування розладу сексуального збудження у жінок.

## Побічна дія
Більшість побічних явищ були від легкого до середнього ступеня тяжкості. Найбільш поширені побічні ефекти включали запаморочення, нудоту, відчуття втоми, сонливість і проблеми зі сном.
Вживання алкоголю під час приймання флібансерину може збільшити ризик раптового зниження артеріального тиску. Інформацію про призначення препарату Addyi було оновлено у 2019 році після огляду FDA трьох постмаркетингових досліджень взаємодії алкоголю, що призвело до кращого розуміння цієї взаємодії ліків. Ці нові дані призвели до скасування протипоказань до алкоголю та нових рекомендацій щодо безпечного вживання алкоголю під час терапії Addyi.
Поточні рекомендації полягають у тому, щоб почекати щонайменше дві години після вживання одного або двох стандартних алкогольних напоїв, перш ніж приймати ADDYI перед сном, або пропустити дозу ADDYI, якщо вони вжили три або більше стандартних алкогольних напоїв того вечора.
Також препарат протипоказаний для застосування із противірусними засобами.

## Суспільство і культура
Флібансерин спочатку був розроблений як антидепресант, але було виявлено, що він має просексуальний ефект і пізніше був перепрофільований для лікування ГРСП.